# أولريش مارتن
أولريش مارتن مواليد 7 يناير 1956 في ألمانيا الغربية، هو لاعب كرة مضرب سابق وكان يلعب باليد اليمنى. أعلى تصنيف له في الفردي كان المركز الـ 161 في سنة 1980.

## النهائيات

### الزوجي: (1)
| الرقم | السنة | الدورة           | الأرضية | الشريك        | المنافس في النهائي       | النتيجة في النهائي |
| ----- | ----- | ---------------- | ------- | ------------- | ------------------------ | ------------------ |
| 1.    | 1980  | باريولي، إيطاليا | ترابية  | كلوس إيبرهارد | كارل ميلر فيرنر زيرنجيبل | 3–6, 6–3, 7–5      |

## روابط خارجية
- أولريش مارتن على موقع رابطة محترفي التنس (الإنجليزية)
- أولريش مارتن على موقع الاتحاد الدولي لكرة المضرب (الإنجليزية)
- أولريش مارتن على موقع كأس ديفيز (الإنجليزية)
- أولريش مارتن على موقع خلاصة التنس.كوم (الإنجليزية)